# Université Lusíada - Nord
 (juillet 2021).
Si vous disposez d'ouvrages ou d'articles de référence ou si vous connaissez des sites web de qualité traitant du thème abordé ici, merci de compléter l'article en donnant les références utiles à sa vérifiabilité et en les liant à la section « Notes et références ».
L'université Lusíada - Nord (en portugais : Universidade Lusíada - Norte) est une université portugaise privée fondée en 1991 et située à Porto et Vila Nova de Famalicão.
L'université est l'une des plus anciennes universités privées portugaises et est une référence historique dans le mouvement qui a stimulé et consolidé l'enseignement privé dans le système universitaire portugais.

## Histoire
L'université est fondée en 1989 par la Cooperativa de Ensino Universidade Lusíada, qui est devenue la Fondation Minerva depuis 2013, l'organisme qui possède également l'université Lusíada de Lisbonne ainsi que des campus en Angola et à São Tomé-et-Príncipe.

## Organisation
- Faculté des arts et architecture
- Faculté de droit
- Faculté des sciences économiques et d'entreprise
- Institut de psychologie et des sciences de l'éducation
- Institut Lusíada de formation continue

## Docteurshonoris causa
- Alvaro Siza, architecte portugais ayant recu le Prix Prizker en 1992[2]
- Eduardo Souto de Moura, architecte portugais ayant recu le Prix Prizker en 2011
- Tenzin Gyatso, Dalaï-lama et Prix Nobel de la paix en 1989
- Carlos Filipe Ximenes Belo, Prix Nodel de la paix en 1996
- Valéry Giscard d'Estaing, président français de 1974 à 1981[3]
- Agustina Bessa-Luís, écrivaine contemporaine portugaise
- Jorge Ortiga, archevêque de Braga